# آینا سوزوکی
آینا سوزوکی (انگلیسی: Aina Suzuki; ۲۳ ژوئیهٔ ۱۹۹۵ – ) صداپیشه، و خواننده اهل ژاپن بود. وی از سال ۲۰۱۴ میلادی تاکنون مشغول فعالیت بوده‌است.
آینا سوزوکی عضوی از گروه آکوا (Aqours) و زیرگروه گیلتی کیس guilty kiss میباشد
جزو آیدل های محبوب در ژاپن است 
او یک ویس اکتر در زمینه انیمه است و در این حرفه بیشتر با کارکتر ماری اوهارا mari ohara از انیمه عشق زندگی افتاب lovelive sunshine شناخته میشود